# アグスティン・イバロラ
アグスティン・イバロラ・ゴイコエチェア（Agustín Ibarrola Goicoechea, 1930年8月18日 - 2023年11月17日）は、スペインの芸術家（画家・彫刻家）。ビスカヤ県・バサウリ出身。バスク人。

## 経歴
1948年にはビスカヤ県議会とビルバオ市議会から奨学金を受け、マドリードでダニエル・バスケス・ディアスに師事し、様々な展覧会を開催した。1955年にはフランスのパリに移り、1957年にはアンヘル・ドゥエルテ、フアン・セラーノなどとともに、構成主義のグループであるEquipment 57のメンバーとなった。共産主義闘争が理由で何年か投獄された後、1963年にイギリスのロンドンで作品展が開催された際に、批評家はイバロラの作品をフランシスコ・ゴヤの『戦争の惨禍』になぞらえた。1980年代には彫刻作品の創作も始め、ゲルニカ近郊の『オマの森』という作品にはイバロラの風変わりな想像力が発揮されている。『オマの森』は松林の複数の樹木に色彩豊かな抽象画を描いたランド・アートである。キャリアでもっとも壮観な作品のひとつに、アストゥリアス州のリャネス港に設置された『記憶のキューブ』がある。2002年には、ドイツ・ルール地方のボトロップ鉱山ハニエル炭鉱のボタ山に、100本のトーテムポールを立てた『トテムス』というランド・アートを製作した。
2000年頃からは、バスク自治州に反テロリズム草の根組織の¡バスタ・ヤ!（もう十分だ!）の基盤を作ることを試みた。このため、過激テロ組織のバスク祖国と自由(ETA)とは激しく対立しており、イバロラはしばしばETAに脅迫を受けている。『オマの森』はたびたびETAやETA支持者によって落書きなどの被害を受けている。
2023年11月17日にビスカヤ県ガルダカオの病院で死去。93歳没。

## 作品

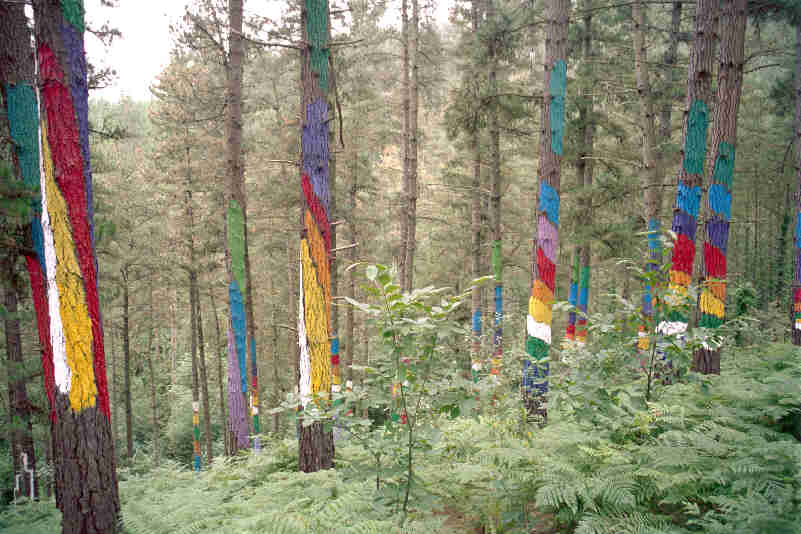
『オマの森』（ゲルニカ郊外）
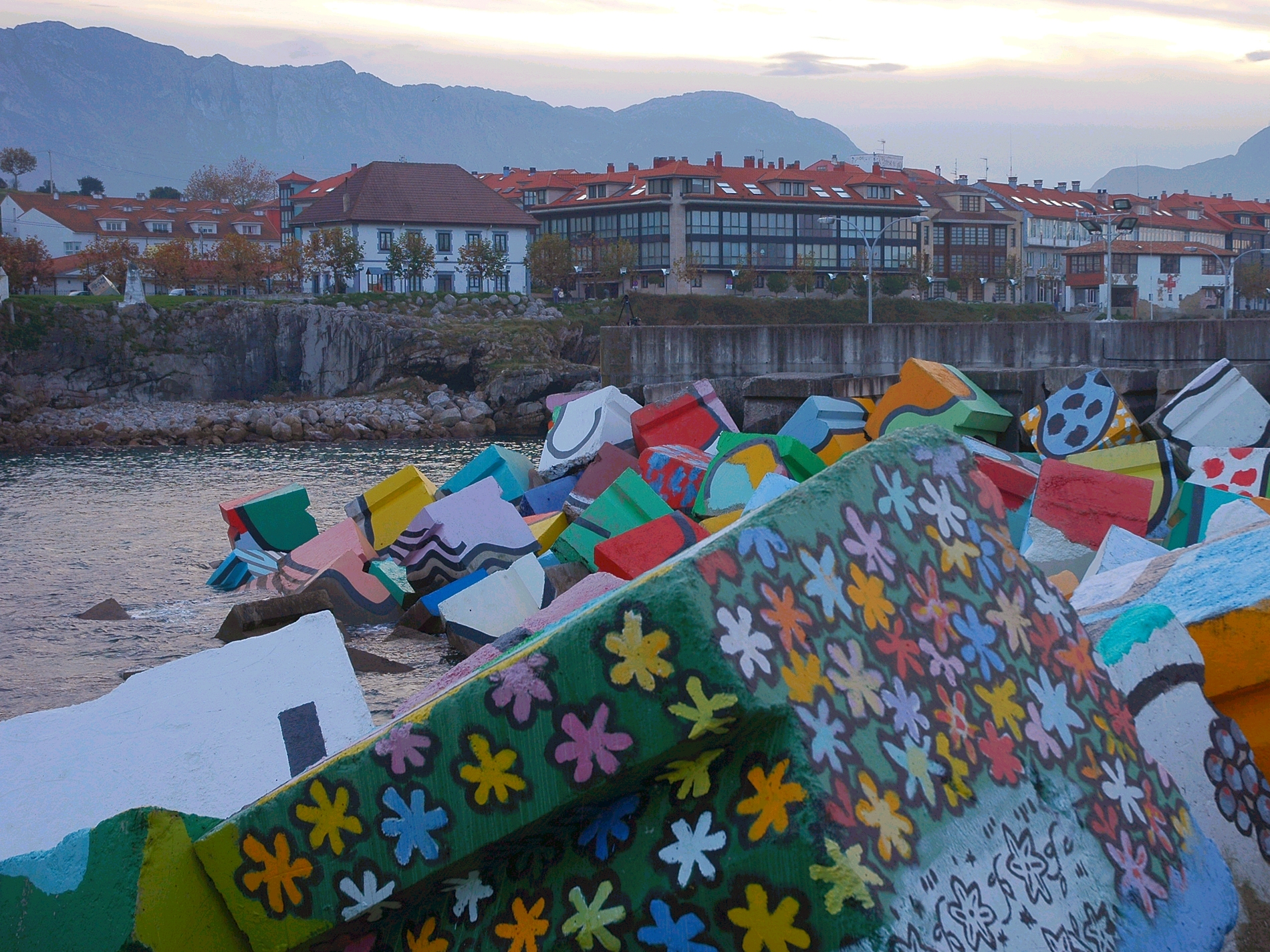
『記憶のキューブ』（アストゥリアス州・リャネス）
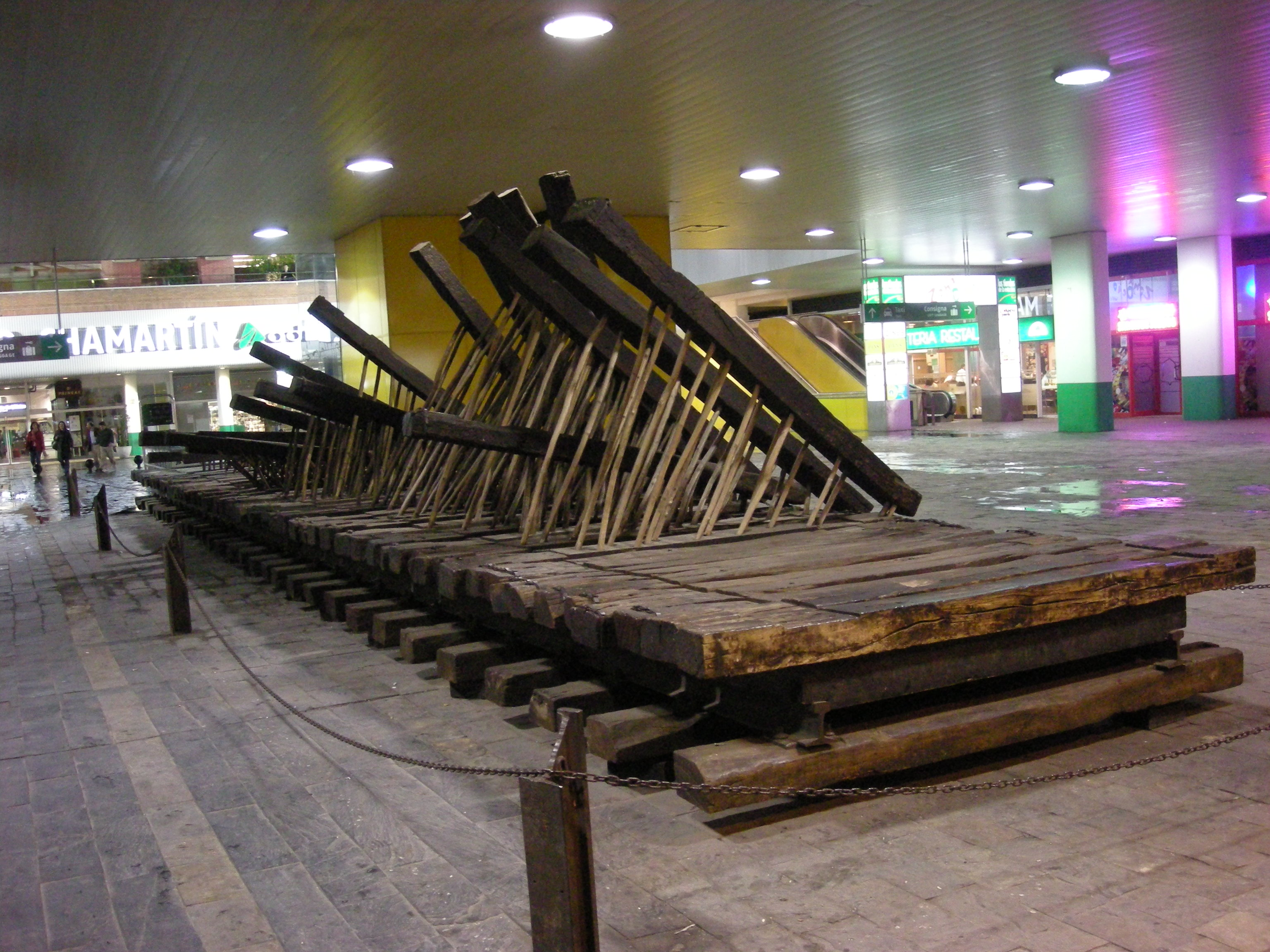
チャマルティン駅に設置されたチャラパルタ[4]のリズムのうねり（マドリード）